# Рибальченко Анатолій Андрійович
Анатолій Андрійович Рибальченко (нар. 7 червня 1937, станиця Тацинська Тацинського району, тепер Ростовської області, Російська Федерація) — український діяч, заслужений будівельник УРСР, 1-й заступник міністра будівництва та експлуатації автомобільних шляхів УРСР. Кандидат технічних наук. Народний депутат України 1-го скликання.

## Біографія
Народився в селянській родині.
Закінчив Харківський інженерно-будівельний (автомобільно-дорожний) інститут, інженер шляхів сполучення.
У 1960—1961 роках — інженер шляхово-експлуатаційної дільниці № 644 міста Антрацит Луганської області.
У 1961—1972 роках — інженер Артемівського шляхобудівельного управління № 43 Донецької області; головний інженер Донецького обласного управління будівництва та експлуатації автомобільних шляхів.
Член КПРС з 1964 по 1991 рік.
У 1972—1990 роках — начальник головного виробничого управління, заступник міністра, 1-й заступник міністра будівництва та експлуатації автомобільних шляхів Української РСР.
18.03.1990 обраний народним депутатом України, 2-й тур 61.70 % голосів, 5 претендентів. Входив до групи «За радянську суверенну Україну». Член Комісії ВР України з питань будівництва, архітектури та житлово-комунального господарства.
Працював віце-президентом державного концерну «Укршляхбуд».
Потім — на пенсії.

## Нагороди
- орден Трудового Червоного Прапора
- орден Дружби народів
- медалі
- Почесна грамота Президії Верховної Ради УРСР
- заслужений будівельник УРСР